# 2621 Goto
2621 Goto је астероид главног астероидног појаса са пречником од приближно 46,53 .
Афел астероида је на удаљености од 3,620 астрономских јединица (АЈ) од Сунца, а перихел на 2,540 АЈ.
Ексцентрицитет орбите износи 0,175, инклинација (нагиб) орбите у односу на раван еклиптике 13,033 степени, а орбитални период износи 1974,729 дана (5,406 година).
Апсолутна магнитуда астероида је 10,70 а геометријски албедо 0,042.
Астероид је откривен 9. фебруара 1981. године.